# Condrieu
Condrieu är en kommun i departementet Rhône i regionen Auvergne-Rhône-Alpes i östra Frankrike. Kommunen ligger i kantonen Condrieu som tillhör arrondissementet Lyon. År 2022 hade Condrieu 3 945 invånare.

## Befolkningsutveckling
Antalet invånare i kommunen Condrieu
| Referens: INSEE |